# اچ ۴۹۴۹
اچ ۴۹۴۹ یک ستاره است که در صورت فلکی آتشدان قرار دارد.